# 国鉄タ1形貨車
国鉄タ1形貨車（こくてつタ1がたかしゃ）は、かつて日本国有鉄道（国鉄）およびその前身である鉄道省等に在籍した貨車（タンク車）である。

## 概要
タ1形は、1928年（昭和3年）の車両称号規程改正により、様々な形式をまとめて生まれた形式である。
ほとんどが石油会社が所有する私有貨車（238両）であったが、さらに鉄道省自らが所有する車両（30両）も別にあった。
車両称号規程改正前の形式と改正後の関係を次に示す。
| 改造前形式   | 両数 | 改造前車番号                  | 改造後車番号                | 落成時所有者         |
| ------------ | ---- | ----------------------------- | --------------------------- | -------------------- |
| ア1500形     | 20両 | ア1500 - ア1519               | タ1 - タ20                  | 鉄道省               |
| ア1525形     | 3両  | ア1525 - ア1527               | タ21 - タ23                 | 鉄道省               |
| ア1545形     | 2両  | ア1545,ア1551                 | タ24 - タ25                 | 中野興業             |
| ア1575形     | 10両 | ア1575 - ア1584               | タ26 - タ35                 | 小倉石油             |
| ア1585形     | 4両  | ア1585 - ア1588               | タ36 - タ39                 | 小倉石油             |
| ア1589形     | 5両  | ア1589 - ア1593               | タ40 - タ44                 | 小倉石油             |
| ア1594形     | 7両  | ア1594 - ア1600               | タ45 - タ51                 | 小倉石油             |
| ア1601形二代 | 5両  | ア1601 - ア1605               | タ52 - タ56                 | 小倉石油             |
| ア1630形     | 6両  | -                             | タ57 - タ62                 | 紐育スタンダード石油 |
| ア1735形     | 1両  | ア1735                        | タ63                        | 日本石油             |
| ア1736形     | 2両  | ア1736 - ア1737               | タ64 - タ65                 | 日本石油             |
| ア1738形     | 34両 | -                             | タ66 - タ99                 | 日本石油             |
| ア1778形     | 20両 | ア1778 - ア1797               | タ100 - タ119               | 日本石油             |
| ア1798形     | 9両  | ア1798 - ア1806               | タ120 - タ128               | 日本石油             |
| ア1807形     | 10両 | ア1807 - ア1816               | タ129 - タ138               | 日本石油             |
| ア1817形     | 5両  | ア1817 - ア1821               | タ139 - タ143               | 日本石油             |
| ア1822形     | 5両  | -                             | タ144 - タ148               | 日本石油             |
| ア1828形     | 5両  | ア1828 - ア1832               | タ149 - タ153               | 日本石油             |
| ア2141形     | 3両  | ア2141 - ア2143               | タ154 - タ156               | 日本石油             |
| ア2144形     | 6両  | ア2144 - ア2149               | タ157 - タ162               | 日本石油             |
| ア2150形     | 29両 | -                             | タ163,タ165 - タ192         | 日本石油             |
| ア2180形     | 7両  | ア2180,ア2181,ア2223 - ア2227 | タ193 - タ199               | 日本石油             |
| ア2182形     | 19両 | -                             | タ200 - タ206,タ208 - タ219 | 日本石油             |
| ア2202形     | 3両  | ア2202 - ア2203               | タ220 - タ222               | 日本石油             |
| ア2205形     | 17両 | -                             | タ223 - タ239               | 日本石油             |
| ア2228形     | 7両  | ア2228 - ア2234               | タ240 - タ246               | 日本石油             |
| ア2235形     | 1両  | ア2235                        | タ247                       | 日本石油             |
| ア2236形     | 10両 | ア2236 - ア2245               | タ248 - タ257               | 日本石油             |
| ア2246形     | 6両  | -                             | タ258 - タ263               | 日本石油             |
| ア2453形     | 2両  | ア2453 - ア2454               | タ264 - タ265               | 鉄道省               |
| ア2455形     | 5両  | ア2455 - ア2459               | タ266 - タ270               | 鉄道省               |

新しく車両番号を割り振る際何故かタ164,タ207は欠番であった。多くの形式をまとめた形式なので車体寸法、荷重、専用種別などは車両により様々である。
車両称号規程改正時点での所有者は鉄道省、中野興業、小倉石油、紐育スタンダード石油、日本石油であった。
車体色は黒色、寸法関係は一例として全長は5,602 mm - 6,402 mm、全幅は1,956 mm - 2,248 mm、全高は2,591 mm - 3,270 mm、軸距は2,743 mm - 3,048 mm、実容積は7.8 m3 - 9.3 m3、自重は5.7 t - 7.2 t、換算両数は積車1.2、空車0.6、最高運転速度は65 km/hであった。
1958年（昭和33年）頃に最後まで在籍した車両が廃車となり、同時に形式消滅となった。